# 장준학
장준학(1977년 10월 5일 ~ )은 대한민국의 영화 배우이다.

## 주요 이력
1996년 연극배우 첫 데뷔하였고 1997년 뮤지컬배우 데뷔하였다. 이후로도 13년이 넘도록 연극 무대에서 인지도를 쌓다가 2010년 TV 시리즈 브라운관에도 데뷔하였다. 서경대학원을 수료한 이후에는 대학교에서 강의를 하며 후학들 양성에도 힘을 썼다.

## 학력
- 서경대학교 연극영화학부 학사

## 연기 활동

### 드라마
- 2010년 KBS2 월화드라마 《국가가 부른다》
- 2010년 KBS2 수목드라마 《도망자 플랜 비》 ... 양두희 수행비서 역
- 2011년 KBS2 주말연속극 《사랑을 믿어요》... 민수 역
- 2011년 KBS2 월화드라마 《강력반》... 부검의 역
- 2011년 KBS2 아침드라마 《두근두근 달콤》 ... 정도형 비서 역
- 2012년 KBS2 수목드라마 《적도의 남자》... 황백구 역
- 2012년 KBS1 일일연속극 《별도 달도 따줄게》 ... 안재성 역
- 2014년 KBS1 일일연속극 《당신만이 내사랑》 ... 조실장 역
- 2015년 OCN 토요드라마 《실종느와르 M》 ... 제약회사 보안실 직원 역

### 영화
- 2011년 : 《은어》 ... 노기한 역
- 2015년 : 《연평해전》 ... 황도현 역
- 2016년 : 《인천상륙작전》 ... 양판동 역
- 2018년 : 《물괴》 ... 홍길 역
- 2022년 : 《고속도로 가족》 ... 거절아저씨 역